# Neolysandra
Neolysandra là một chi bướm ngày thuộc họ Lycaenidae.